# Bosquentin
Bosquentin è un comune francese di 98 abitanti situato nel dipartimento dell'Eure nella regione della Normandia.

## Società

### Evoluzione demografica
Abitanti censiti